# Giuseppe Del Zotto
Giuseppe Del Zotto (Udine, 1º giugno 1943) è un ex calciatore italiano, di ruolo centrocampista.

## Carriera
Gioca cinque partite in Serie A e due campionati in B da titolare con l'Udinese, per poi militare nel Verona, prima di passare al Padova. Ritorna ad Udine in C come titolare per due anni, poi passa al Venezia dove gioca gli ultimi due anni, il secondo anche come capitano.
Debutta con i biancoscudati il 5 dicembre 1965 nella partita Genoa-Padova (2-2). Veste per l'ultima volta la maglia biancoscudata in occasione della partita Padova-Messina (0-0) del 14 gennaio 1966.
Al momento della tesi di laurea si ritira dall'attività agonistica per intraprendere la carriera di architetto.